# Sewero-Kawkasskaja schelesnaja doroga
Die Sewero-Kawkasskaja schelesnaja doroga bzw. Nordkaukasische Eisenbahn (russisch Северо-Кавказская железная дорога)  ist eine der 17 Filialen der Russischen Eisenbahnen (RŽD). Sie ist in der Stadt Rostow am Don ansässig.

## Allgemeine Daten

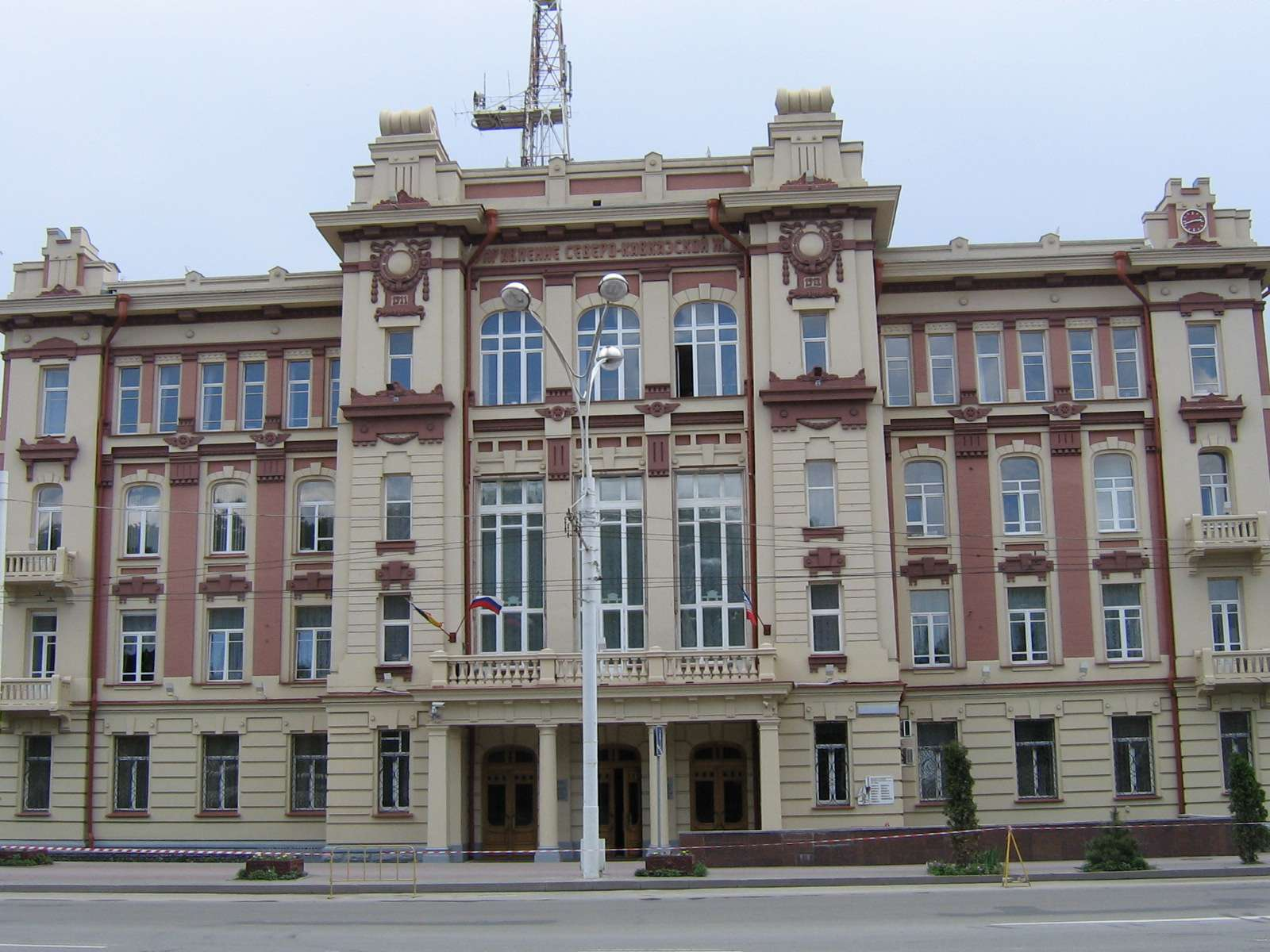
Verwaltungsgebäude der Nordkaukasischen Eisenbahn in Rostow am Don

Zum Schienennetz der Nordkaukasischen Eisenbahn gehören die meisten Eisenbahnstrecken im Föderationskreis Südrussland, insbesondere sämtliche Verbindungen im Kaukasusvorland und im russischen Teil des Kaukasus, somit in Föderationssubjekten wie die Oblast Rostow, die Regionen Krasnodar und Stawropol und die Teilrepubliken Kalmückien, Dagestan, Tschetschenien, Inguschetien, Adygeja, Nordossetien-Alanien, Kabardino-Balkarien und Karatschai-Tscherkessien. Die Gesamtlänge der von der Nordkaukasischen Eisenbahn betriebenen Bahnlinien beträgt gut 6300 Kilometer mit 403 Bahnhöfen und Haltepunkten (Stand: 2007) auf Russischer Breitspur. Im Jahre 2007 wurden knapp 38 Millionen Fahrgäste im Fern- und fast genauso viele im Nahverkehr befördert.

## Geschichte
Die erste Eisenbahnlinie aus dem heutigen Netz der Nordkaukasische Eisenbahn wurde mit der Verbindung zwischen Schachtnaja und Aksai im Jahre 1861 fertiggestellt. Bis 1875 wurde diese Linie an Rostow angebunden und zugleich (1872–75) entstand mit der Bahnlinie Rostow–Wladikawkas die bis dahin wichtigste Magistrale des nordkaukasischen Netzes. Heute ist diese Strecke Teil der Magistrale, die Rostow am Don (und somit auch Moskau und andere Städte Russlands) über Tschetschenien und Dagestan mit der Westküste des Kaspischen Meeres und mit Aserbaidschan verbindet.

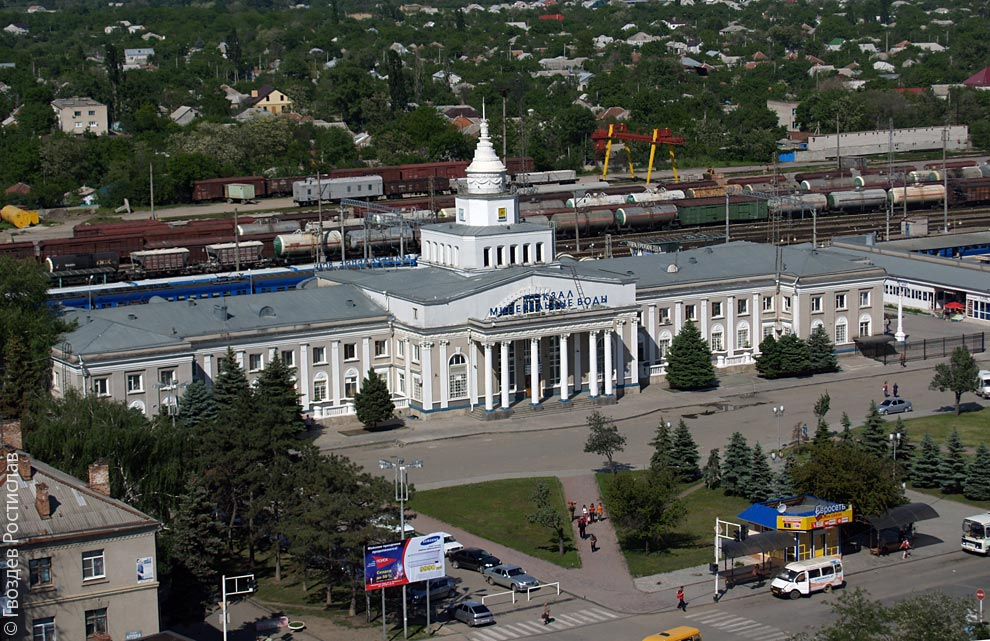
Der Bahnhof von Mineralnyje Wody

Bis zum Zweiten Weltkrieg wurde eine Reihe weiterer Strecken verlegt, die einen Großteil des heutigen Netzes ausmachen. Zu den wichtigsten hiervon zählen die Verbindungen von Armawir über Tuapse nach Sotschi und Adler (diese verläuft hinter der georgischen Grenze weiter nach Suchumi), sowie Stichstrecken u. a. nach Naltschik, Kislowodsk, Noworossijsk und Elista. Ab 1936 wurden, beginnend mit der Strecke Mineralnyje Wody–Kislowodsk, die meisten Strecken elektrifiziert.
Zu den größten Fernbahnhöfen des nordkaukasischen Netzes gehören heute die Bahnhöfe in Rostow am Don, Krasnodar, Armawir, Mineralnyje Wody und Sotschi.
Zwischen den Bahnhöfen Adler und Mazesta (16 km langer Streckenabschnitt in Sotschi) lief 2016 eine Erprobung eines satellitengestützten Zugsicherungssystems, bei dem die Standortbestimmung per Satellit mit per GSM-R übertragenen Fahrerlaubnissen (Movement Authorities) verknüpft wird. Aus dieser Verknüpfung könnten Vorschläge für eine Ergänzung der in Erarbeitung befindlichen Spezifikation für ETCS Level 3 entwickelt werden.